# ジーン・バッキー
ジーン・マーティン・バッキー（Gene Martin Bacque, 1937年8月12日 - 2019年9月14日）は、アメリカ合衆国ルイジアナ州ラファイエット出身のプロ野球選手（投手）。
NPBの外国人選手として初めて沢村栄治賞を受賞した。

## 経歴

### プロ入り前
アメリカ合衆国ルイジアナ州ラファイエットのフランス系移民の家に生まれた。サウスウエスタン・ルイジアナ大学（University of Southwestern Louisiana：ルイジアナ大学ラファイエット校の前身）卒業。

### プロ入りとマイナー時代
1957年よりマイナーリーグでプレー。1962年に3Aのハワイ・アイランダーズに在籍していたが、4月末に結婚式を挙げたわずか2日後に解雇される。4月にアイランダースのオーナーが一族を招待した試合で、10-0とリードした9回に一挙に11点を奪われて大逆転負けを喫した。ここで、大恥をかいたオーナーが怒りのあまり、逆転負けに関与した4投手を即刻解雇したが、この中にバッキーがいたという。

### 阪神時代
その後、ハワイ朝日軍でプレーしていたが、バッキーが日本プロ野球でのプレーを希望したため、ハワイ朝日軍のエンゼル・マエハラ代表が、過去にハワイの選手が入団している東映フライヤーズと阪神タイガースにバッキーを売り込んだ。ちょうど、全米大学チャンピオンのミシガン大学と東京六大学優勝チームの法政大学との試合（現在の日米大学野球選手権大会のはしりとなるイベント）の取材でハワイへ派遣されることになっていたスポーツニッポンの記者有本義明が、阪神監督の藤本定義からの要請を受けて、オアフ島の空き地でバッキーの投球を40球ほど見る。同行していた法政大学監督・田丸仁とともに使えると意見が一致した。ハワイ朝日軍でバッテリーを組んでいた元阪神の藤重登に紹介状を書いてもらい、バッキーは入団テストを受けるために訪日し、7月20,21日の2日間にわたって入団テストを受ける。川崎製鉄のグラウンド（現在の西宮市津門中央公園野球場）で、藤本が見守る中で捕手の辻恭彦を相手に投球を行ったところ、球速はあった一方でコントロールが定まらなかったが、「磨けば光るかもしれない」という藤本の意向で合格し、7月21日に入団。契約金はなく年俸はわずか80万円（一説では36万円）だった。入団が決定すると4月に結婚したばかりの妻をハワイから呼び寄せ、西宮市内の家賃1万3000円のアパートで日本の生活をスタートさせた。
阪神入団当初はコントロールが悪く、途中入団の1962年は0勝、翌1963年は8勝と力を出せずにいた。この間、小山正明のスライダーを研究したほか、1964年に投手コーチに就任した杉下茂による猛烈なトレーニングで下半身を鍛えられて制球力をつけるなどによりトレードで小山が抜けた主戦投手陣に加わると、村山実とともに二枚看板のエースとなった。最終的に29勝9敗、防御率1.89の好成績を挙げ、最多勝利と最優秀防御率のタイトルを獲得した。同年の200奪三振は、2014年にランディ・メッセンジャーが226奪三振を記録するまで、阪神所属外国人投手のシーズン最多記録であった。バッキーの活躍で同年の阪神はセントラル・リーグの優勝を果たした。同年の日本シリーズでは南海ホークスと対戦し、第6戦で相手エースのジョー・スタンカと投げ合ったが0-4で敗れた。オフにはベストナインと沢村賞を受賞した。外国人選手が沢村賞を受賞するのは初の事例だった。しかし、最優秀選手は55本塁打の日本記録を打ち立てた王貞治が選定され、南海のスタンカと並んでの両リーグ外国人MVPはならなかった。1965年の6月28日には読売ジャイアンツ（巨人）相手にノーヒットノーランを記録。この年も18勝（14敗）、防御率2.28（7位）を記録し、その後も1966年14勝、1967年18勝と安定した成績を残した。
1968年も13勝と5年連続で2桁勝利を続けていたが、同年9月18日の対巨人戦で、王貞治に2球続けてブラッシュボールを投じたことに対し、当時の巨人のコーチであった荒川博と巨人選手数名がバッキーに襲いかかり、バッキーも荒川を殴るなどの乱闘となった結果、バッキーは荒川の顔面を殴った際に右手の親指の付け根を骨折した。この怪我の影響で選手生命を縮めることになった。翌9月19日にバッキーと荒川は甲子園警察署で事情聴取を受ける。1時間余りの聴取に対して、荒川は丸腰で現れた一方、バッキーは正当防衛の主張を裏付ける証拠品として、荒川に蹴られて破れたユニフォームや乱闘の連続写真が掲載されたスポーツ新聞を持参したという。10月7日になって尼崎簡易裁判所で両者に25,000円の罰金刑の略式命令が出されて決着した。その後、バッキーは10月29日に退団した。

### 近鉄時代
11月9日になって近鉄バファローズへ金銭トレードで移籍。翌1969年は骨折こそ完治し、開幕第2戦となる4月13日の西鉄ライオンズ戦に先発し2失点で完投するが0-2で負け投手となる。その後、好投するも勝てない試合などがあり、7連敗を喫する。さらに、7月3日のロッテオリオンズ戦で三塁線の打球処理の際に腰を傷め、8月に椎間板ヘルニアの手術を行う。結局、以降の登板はなく、シーズンでは0勝7敗に終わり、スタンカと並んでいた外国人投手の通算勝利記録（100勝）を更新できなかった。9月25日に帰国し、11月25日には現役引退が発表された。

### 引退後
引退後は、故郷のルイジアナ州・ラファイエットに帰る。マイナーリーグ時代、シーズンオフに大学に通って教育学を学んでおり、まずスコット中学校の工芸の教師となりこれを15年間つとめた。また、日本球界で得た金を元手に1971年から牧場経営に携わり、教師を辞めた後はこれに専念する。引退後もOB戦や仕事の関係でたびたび日本を訪れた。王や荒川とも遺恨はなく、ともにセ・リーグで戦ったライバル同士として非常に仲が良かった。1983年に行われた阪神-巨人OB戦（甲子園）でも来日。王と対決するも全くストライクが入らずストレートの四球を与える。また、バッキーは内野安打で一塁に出塁し、一塁手の王と握手を交わした。試合後、記者から乱闘に関する質問も出たが、バッキーは「ミンナ、トモダチ」と笑って躱している。
2011年に妻を亡くし、牧場を息子に任せてラファイエットで引退生活に入った。2014年頃には、日本時代に受けた椎間板ヘルニアの手術箇所が痛み出し、長い距離の歩行が難しくなっていた。
2019年9月10日に右総腸骨動脈瘤の手術を受け、術後の合併症により出血性脳卒中を併発。14日、ルイジアナ州の病院にて死去。82歳没。

## 選手としての特徴
高い上背と長い腕をくにゃくにゃ動かす蛸のような投球フォームで、ボールそのものに凄みはなかったが、上手・横手からの変幻自在な投法と得意のナックルボールを決め球とした。また、右打者の外角へ入るシュートも武器としたほか、ストライクを取る球として小山正明から習ったスライダーも持ち球としていた。
本塁打を打たれると怒りを爆発させるところがあり、ある対巨人戦で4番打者の長嶋茂雄に本塁打を打たれた直後、5番国松彰に2球連続で背中の後ろに投球したことがあった。打者は普段、内角の球に対して後方に下がって逃げていることから、この本来逃げる方向への投球は国松にかなりの恐怖感を与えた。

## 人物
姓の発音は日本語で表記すると「バック」に近いものの、日本に来た際に「何だか化け物のようだ」と言われ、太平洋戦争前に活躍したバッキー・ハリスにあやかり「バッキー」と表記することになった。
テスト入団であったため、通訳もつけてもらえず、住居も阪神甲子園球場裏の長屋住まいで、自転車で甲子園に通った。そのためハングリー精神旺盛であり、また日本語を覚えてチームメートとも溶け込み、仲良くなっていった。「日本人以上に日本人らしい助っ人外人だった」と監督であった藤本定義も語っている。
陽気さと真面目な性格でチームメイトはもちろん他球団の選手からも親しまれた。1963年5月26日の対大洋ホエールズ戦で9回2死から浜中祥和にヒットを打たれ、ノーヒットノーランを逃した上に敗戦投手になったバッキーは、翌日浜中を見つけるや「コラ～！ 浜チャン～！ コラ～！」と叫びながら浜中を追いかけまわし、周囲を笑わせた。
一方でマウンドでは闘志をむき出しにし、ノックアウトされてベンチに戻ってきた時はグラブを叩きつけて怒るほどであった。当時のチームメイトの証言によると、対巨人戦ではいつも以上に勝利への執念を燃やし、マウンドのプレートを土で隠して見えないようにし、プレートの前から投げることがしばしばだった。あるとき、バッキーの登板試合に敗れた後、長嶋茂雄は「今日のバッキーはいつもより大きく見えた」と語ったことがある。
バッキーのマウンド姿の映像は多く現存しており、小津安二郎監督の映画『秋刀魚の味』（1962年）では、笠智衆と中村伸郎が飲んでいる居酒屋のテレビに阪神対大洋戦の中継画面が映り、そこでバッキーが大洋の4番打者桑田武を迎えるシーンが登場する。

## 詳細情報

### 年度別投手成績
| 年 度     | 球 団     | 登 板 | 先 発 | 完 投 | 完 封 | 無 四 球 | 勝 利 | 敗 戦 | セ 丨 ブ | ホ 丨 ル ド | 勝 率 | 打 者 | 投 球 回 | 被 安 打 | 被 本 塁 打 | 与 四 球 | 敬 遠 | 与 死 球 | 奪 三 振 | 暴 投 | ボ 丨 ク | 失 点 | 自 責 点 | 防 御 率 | W H I P |
| --------- | --------- | ----- | ----- | ----- | ----- | -------- | ----- | ----- | -------- | ----------- | ----- | ----- | -------- | -------- | ----------- | -------- | ----- | -------- | -------- | ----- | -------- | ----- | -------- | -------- | ------- |
| 1962      | 阪神      | 8     | 4     | 0     | 0     | 0        | 0     | 3     | --       | --          | .000  | 100   | 23.0     | 23       | 1           | 10       | 1     | 0        | 16       | 1     | 0        | 12    | 12       | 4.70     | 1.43    |
| 1963      | 阪神      | 33    | 23    | 7     | 1     | 0        | 8     | 5     | --       | --          | .615  | 619   | 151.2    | 121      | 8           | 60       | 1     | 3        | 74       | 0     | 0        | 50    | 42       | 2.49     | 1.19    |
| 1964      | 阪神      | 46    | 38    | 24    | 4     | 0        | 29    | 9     | --       | --          | .763  | 1391  | 353.1    | 280      | 11          | 94       | 6     | 6        | 200      | 9     | 0        | 85    | 74       | 1.89     | 1.06    |
| 1965      | 阪神      | 40    | 30    | 20    | 6     | 1        | 18    | 14    | --       | --          | .563  | 1024  | 256.2    | 211      | 9           | 71       | 4     | 4        | 112      | 5     | 1        | 75    | 65       | 2.28     | 1.10    |
| 1966      | 阪神      | 40    | 32    | 14    | 6     | 1        | 14    | 16    | --       | --          | .467  | 997   | 243.0    | 222      | 15          | 69       | 3     | 9        | 114      | 1     | 0        | 91    | 75       | 2.78     | 1.20    |
| 1967      | 阪神      | 38    | 31    | 19    | 2     | 3        | 18    | 12    | --       | --          | .600  | 1038  | 258.1    | 196      | 11          | 73       | 4     | 16       | 141      | 2     | 0        | 79    | 66       | 2.30     | 1.04    |
| 1968      | 阪神      | 34    | 31    | 19    | 3     | 3        | 13    | 14    | --       | --          | .481  | 1006  | 255.1    | 205      | 18          | 49       | 3     | 8        | 142      | 6     | 0        | 87    | 62       | 2.19     | 0.99    |
| 1969      | 近鉄      | 12    | 10    | 2     | 0     | 0        | 0     | 7     | --       | --          | .000  | 239   | 55.1     | 54       | 5           | 16       | 2     | 5        | 26       | 4     | 0        | 27    | 20       | 3.27     | 1.27    |
| 通算：8年 | 通算：8年 | 251   | 199   | 105   | 22    | 8        | 100   | 80    | --       | --          | .556  | 6414  | 1596.2   | 1312     | 78          | 442      | 24    | 51       | 825      | 28    | 1        | 506   | 416      | 2.34     | 1.10    |

- 各年度の太字はリーグ最高

### タイトル
- 最多勝利：1回 （1964年）
- 最優秀防御率：1回 （1964年）

### 表彰
- 沢村栄治賞：1回 （1964年） ※外国人投手として史上初
- ベストナイン：1回 （投手部門：1964年）

### 記録
初記録
- 初登板・初先発登板：1962年8月9日、対国鉄スワローズ21回戦（東京スタジアム）、2回3失点で敗戦投手
- 初完投：1963年5月26日、対大洋ホエールズ4回戦（阪神甲子園球場）、9回1失点で敗戦投手
- 初勝利・初先発勝利・初完投勝利：1963年6月2日、対中日ドラゴンズ7回戦（阪神甲子園球場）、9回2失点
- 初完封：1963年8月8日、対大洋ホエールズ16回戦（川崎球場）

節目の記録
- 100勝：1968年8月27日、対広島東洋カープ20回戦（広島市民球場）、9回1失点で完投勝利

その他の記録
- ノーヒットノーラン：1回 （1965年6月28日、対読売ジャイアンツ11回戦、阪神甲子園球場） ※史上32人目
- 5年連続二桁勝利 （1964年 - 1968年） ※外国人選手では史上初[29]
- オールスターゲーム出場：5回 （1964年 - 1968年）

### 背番号
- 4（1962年 - 1969年）